# Musse Piggs papegoja
Musse Piggs papegoja (engelska: Mickey's Parrot) är en amerikansk animerad kortfilm med Musse Pigg från 1938.

## Handling
En papegoja ramlar av ett flyttlass och tar skydd från ovädret i Musse Piggs källare. Musse och Pluto hör på radion att en brottsling har rymt från fängelset, och efter att ha hört konstiga ljud från källaren bestämmer de sig för att undersöka saken.

## Om filmen
Filmen är den 102:a Musse Pigg-kortfilmen som producerades och den fjärde som lanserades år 1938.

### Svenska utgivningar
Filmen hade svensk biopremiär den 28 november 1938 och visades på biografen Spegeln i Stockholm som extrafilm till Alla tiders semester (engelska: Having Wonderful Time) med Ginger Rogers i huvudrollen.
När filmen släpptes på svensk DVD gick filmen under titeln Musses papegoja.

## Rollista
- Walt Disney – Musse Pigg, papegojan
- Pinto Colvig – Pluto[5]